# Maja Vukadinović
Maja Vukadinović (Beograd, 15. februar 1972) je medijski stručnjak, predavač, konsultant za medije i komunikacije i novinar.

## Biografija
Nakon Dvanaeste beogradske gimnazije (smer: organizator programa kulturnih aktivnosti), upisala je Filmsku i televizijsku produkciju na Fakultetu dramskih umetnosti, gde je i diplomirala 1996. godine.
Novinarstvom se bavi od 1991. godine kada je postala saradnik Politike, gde je objavljivala tekstove na Kulturnoj rubrici. Intervjuisala je brojne umetnike, kao i ličnosti iz popularne muzike. Imala je kolumnu Pop kaleidoskop u Kulturnom dodatku Politike, a danas aktivno piše za Kulturnu rubriku.
Pisala je o kulturnim i fenomenima popularne kulture za Danas, Vreme, CorD, Ludus, ELLE. Bila je televizijski kritičar Glasa javnosti i pomoćnik urednika u Travel Magazine.
Bila je saradnik Naučnog programa RTS i jedan od autora emisija „Naučni grafiti“ i „Nedeljne naučne novosti“.
Posle novinarske karijere, bavila se odnosima s javnošću i marketingom. Samostalno ili u okviru projekata angažovana je kao konsultant za medije i komunikacije. Od 2013. je urednica edicije Multimedia u izdavačkoj kući Clio.
U različitim profesionalnim aktivnostima spaja novinarsko i iskustvo u oblasti komunikacija, sa poznavanjem kulture.

## Akademska karijera
Magistrirala je u oblasti medija na Univerzitetu The New School u Njujorku, a doktorirala na Fakultetu dramskih umetnosti.
Bila je Teaching Fellow na Univerzitetu The New School u Njujorku, gde je bila asistent na predmetu Osnovi teorije medija, a predavala je Etničnost na američkoj televiziji na Eugene Lang koledžu. Radila je kao asistent na Fakultetu za kulturu i medije.
U zvanju docenta predaje na Fakultetu savremenih umetnosti od 2013. godine, na modulu Primenjeni mediji. U periodu 2015-2022. predavala je na diplomskim akademskim studijama, na Fakultetu primenjenih umetnosti.

Angažovana je u okviru projekata kao predavač/edukator iz medijske i digitalne pismenosti i srodnih oblasti.

## Knjige
Prva knjiga, Zvezde supermarket kulture (Clio, 2013), nastala je na osnovu doktorske disertacije i bavi se fenomenom slave i savremenih medijskih zvezda. Izazvala je veliko interesovanje javnosti i bila u najužem izboru za nagradu „Desimir Tošić“, 2013. godine.
Knjiga iz oblasti publicistike, Hronika dobrog provoda (Nova Poetika, 2017) pisana je na osnovu feljtona „Beograd noću: simboli jednog vremena“, koji je objavljen 2001. godine u Politici. Uz brojne sagovornike, knjiga kroz nekoliko desenija prati noćni život Beograda, a posebno popularne diskoteke i klubove. Koautor je novinarka Aleksandra Mikata.
Monografija Novinarstvo i film (Službeni Glasnik, 2024) predstavlja analizu prikaza novinarske profesije na filmu, a koautor je profesorka i pisac Sanja Domazet.

## Nagrade
Dobitnik je nagrade Zlatna značka za nesebičan, predan i dugotrajan rad i stvaralački doprinos u širenju kulture, 2018. godine.